# Уотсон, Хьюитт Коттрелл
Хьюитт Коттрелл Уотсон (англ. Hewett Cottrell Watson, 9 мая 1804 — 27 июля 1881) — английский ботаник.       

## Биография
Хьюитт Коттрелл Уотсон родился в графстве Йоркшир 9 мая 1804 года.
В 1828 году Уотсон изучал медицину в Эдинбурге. 
В 1831—1832 годах он был старшим президентом Королевского медицинского общества в Эдинбурге. 
В 1834 году Уотсон стал членом Лондонского Линнеевского общества.
В 1837—1840 годах он был владельцем и редактором Phrenological Journal.
В 1842 году Уотсон собирал растения на Азорских островах. Это была его единственная экскурсия за пределами Великобритании.
Хьюитт Коттрелл Уотсон умер 27 июля 1881 года.

## Научные работы
- Outlines of the Geographical Distribution of British Plants, Edinburgh, 1832, 8vo, of which he considered Remarks on the Distribution of British Plants, chiefly in connection with Latitude, Elevation, and Climate, London, 1835, 12mo, as a second edition, and The Geographical Distribution of British Plants, of which only part i. (London, 1843, 8vo), including Ranunculaceæ, Nymphæaceæ, and Papaveraceæ, was ever published, as a third[1].
- The new Botanist's Guide to the Localities of the Rarer Plants of Britain, London, 1835—1837, 2 vols. 8vo; dedicated to Sir W. J. Hooker[1].
- Topographical Botany; being Local and Personal Records … of British Plants traced through the 112 Counties and Vice-Counties, Thames Ditton, 1873—1874, 2 vols. 8vo, of which only a hundred copies were printed; second edition, corrected and enlarged, edited by J. G. Baker and W. W. Newbould, London, 1883[1].

## Почести
В его честь были названы Eleocharis watsoni Bab. (в настоящее время — Eleocharis uniglumis Schult.).